# Uno Wikström
Uno Wikström (24 de octubre de 1897 – 19 de enero de 1949) fue un actor finlandés.

## Biografía
Su nombre completo era Uno Leopold Wikström, y nació en Helsinki, Finlandia, siendo sus padres Gustaf Adolf Wikström y Vilhelmina Lundqvist. Tras sus estudios primarios, Wikström se formó en el Liceo Real. Después trabajó en oficinas, pero estudió artes escénicas bajo la dirección de Axel Ahlberg, entre otros. Wikström empezó su carrera de actor trabajando en 1915 en el Teatro Koiton Näyttämö de Helsinki, donde permaneció hasta la primavera de 1918. En 1918–1919 y 1921–1922 actuó en el Kansan Näyttämö, y en 1920–1921 en el Teatro Nacional de Finlandia. Continuó en 1922–1924 en el Työväen Teatteri de Tampere, mudándose después a Víborg. Allí actuó en 1924–1927 en el Teatro Näyttämölle, y en 1927–1930 en el Työväen Teatteri. En la década de 1930 fue actor del Kaupunginteatteri de Víborg. Una de las obras en las que participó, con el papel de Aarne, fue Niskavuoren leipä, que representó en 1939 acompañado de Rauni Luoma.
Su carrera en Víborg se vio interrumpida por la Segunda Guerra Mundial. Finalizada la contienda, en 1945–1947 Wikström dirigió el Kaupunginteatteri de Kuopio. Después pasó a actuar al Teatro Nacional de Finlandia, donde su papel más destacado fue el protagonista en la pieza de William Shakespeare Otelo. Otros de sus papeles teatrales fueron los de Klaus Kurki en Elinan surma, Aksel en Sylvi, y Johannes en Anna Liisa. También dirigió la obra de Hella Wuolijoki Vastamyrkky, que únicamente pudo representarse dos veces antes de iniciarse la Guerra de invierno en 1939.
Wikström fue también actor cinematográfico, actuando en un total de diez películas, siendo la primera de ellas la producción de Risto Orko VMV 6 (1936).
Wikström se casó con la actriz Irma Meriluoto en 1925. Sin embargo, durante sus años en Víborg conoció a la también actriz Rauni Luoma, con la que se casó en julio de 1939. Tuvieron un hijo, Matti Marius, que nació en septiembre de 1939. La pareja se separó en 1941, y Wikström volvió a casarse con Irma Meriluoto, a la que había dejado embarazada mientras todavía estaba casado con Luoma. En 1940 nació su hija Irmeli Leopoldine.
Uno Wikström falleció en 1949.

## Filmografía
- 1936 : VMV 6
- 1940 : Yövartija vain...
- 1941 : Totinen torvensoittaja
- 1941 : Täysosuma
- 1941 : Suomisen perhe
- 1941 : Poikamies-pappa
- 1941 : Kulkurin valssi
- 1941 : Kaivopuiston kaunis Regina
- 1947 : Koskenkylän laulu
- 1948 : Ruusu ja kulkuri